# Tostado (sándwich)
Un tostado es un sándwich de miga que se tuesta hasta que sus tapas de miga queden doradas y crocantes. Es típico de las gastronomías argentina y uruguaya, donde se lo conoce como sándwich caliente. Generalmente son simples (o sea, solo dos tapas de miga, a diferencia de los triples, que tienen tres) y tienen casi invariablemente queso entre sus ingredientes ya que este facilita una mayor adherencia. El más común es el de jamón y queso. En algunas regiones de Argentina se conoce como "carlito" a este sanguche tostado, independientemente de si lleva manteca (mantequilla), mayonesa, ketchup u otro aderezo.
En la ciudad de Rosario existe una variación de este sándwich que se denomina carlito, que tiene kétchup en lugar de manteca. Esta fue creada en 1953 por Rubén "Cachito" Ramírez para consumo personal, masificándose luego en toda la ciudad y la zona. Es patrimonio cultural de dicha ciudad.